# MLP Team Bergstraße
MLP Team Bergstraße var et tysk cykelhold der fra 2013 til 2015 kørte på UCI Continental Circuits.